# آزمون مکعب‌های کهس
آزمون مکعب‌های کهس ، آزمونی است برای اندازه‌گیری هوش عملی در کودکان ۱۵–۵ ساله. آزمون مکعب‌ها که در سال ۱۹۲۰ آقای کهس تهیه کرده‌اند، راه حلی است برای کم کردن نارسایی‌های ازمون‌های کلامی، هنگامی که به تنهایی استفاده می‌شوند. این آزمون از نوع ازمون‌های عملی است و برای احتزار از دخالت عامل زبان در اندازه‌گیری هوش ساخته شده‌است. این آزمون دارای ۱۶ مکعب می‌باشد که طول هر ضلع آن ۲/۵ سانتی‌متر است. چهار سطح جانبی آن به رنگ‌های قرمز، سفید، زرد، آبی است و دو سطح دیگر که هر کدام از قطر به دو قسمت تقسیم شده‌است، یکی به رنگ‌های آبی وزرد و دیگری به رنگ‌های قرمز و سفید می‌باشد. این مکعب‌ها برای کودکان و حتی بزرگسالان نیز جالب می‌باشد. چون توجه ان‌ها را جلب می‌کند؛ کهس در نخستین ازمایش‌های خویش دیده بود که واکنش تمام آزمودنی ها- یعنی شخصی که مورد آزمایش واقع شده‌است یا حتی بیمار-در برابر مکعب‌های رنگی این است که ان‌ها را کنار هم بچینند و شکل‌هایی بسازند؛ بنابراین خود این آزمون انگیزش لازم برای اجرا را ایجاد می‌کند. برای آن که واکنش آزمودنی‌ها که در واقع بازی با مکعب هاست به یک آزمون روانی تبدیل شود، تنها باید آزمایشگر - دکتر یا شخصی که این آزمایش را انجام می‌دهد- دخالت نموده و تمایل آزمودنی را در مسیر خاصی سوق دهد. این کار به کمک سری تصاویری که آزمودنی با مکعب‌ها ان‌ها را درست می‌کند تحقق می‌یابد. هر یک از تصاویری که در دفترچه این آزمون وجود دارد، مسئلهٔ جداگانه‌ای را فراهم می‌آورد. سری تصاویر به تدریج پیچیده می‌شود به دلیل:
- استفاده از سطح‌های یک رنگ
- استفاده از سطح‌های دو رنگ
- ارائه تصاویر از زاویه
- حذف کردن خطی که چار چوب را مشخص می‌کند
- زیاد شدن عدم تقارن
- کم کردن تعداد رنگ‌های مختلف در یک تصویر[۱]